# Mohamed (keresztnév)
A Mohamed az arab Muhammad (Mohammed, Mohammad) férfinév magyaros változata.

## Gyakorisága
Az 1990-es években nem lehetett anyakönyvezni, a 2000-es években nem szerepel a 100 leggyakoribb férfinév között.
A muszlim világban igen elterjedt név.

## Névváltozatok
- Albán: Muhamet
- Török: Mehmed, Mehmet

## Névnapok
- április 25.

## Híres Mohamedek
- Mohamed próféta
- Mohamed Ahmed al-Mahdi, szudáni vallási vezető
- Muhammad Ali egyiptomi alkirály
- Mohammed Ali, egyiptomi ökölvívó
- Mohamed Fairuz Fauzy, maláj autóversenyző
- Mohamed Sissoko, mali labdarúgó
- VI. Mohammed marokkói király
- Mohamed Atta, egyiptomi terrorista
- Mohammed Camara, guineai labdarúgó
- Mohammed Dib, algériai író
- Mohammad Ali perzsa sah
- Mohammad Reza Pahlavi, Perzsia utolsó sahja
- Mohammad Sarif, afgán matematikus
- Mohammad Ziaul Hakk, pakisztáni tábornok, politikus
- Muhammad Ali, amerikai ökölvívó (Mohamed Ali néven is ismert)
- Muhammad Azíz Lahbabí, marokkói író, költő, filozófus
- Muhammad Huszajn Hejkál, egyiptomi író, politikus
- Muhammad Hudábanda, Perzsia sahja
- Muhamet Çami, albán költő

## Egyéb Mohamedek
- II. Mohamed, opera

## Külső hivatkozások
- Az MTA Nyelvtudományi Intézete által anyakönyvi bejegyzésre alkalmasnak minősített utónevek jegyzéke